# Surfer Girl
A Surfer Girl a The Beach Boys harmadik nagylemeze, s a második, amely 1963-ban jelent meg. 
Ez volt az első album, melynek producere immár hivatalosan is Brian Wilson volt, s ettől kezdve egészen az 1967-es SMiLE-felvételek végéig valamennyi Beach Boys-lemezt ő jegyezte producerként.
A Surfer Girl az első igazán kifinomult Beach Boys-album. Wilson ezen a ponton már session-zenészeket alkalmazott a számok felvételéhez, de a Beach Boys-tagok vokáljai is jóval magabiztosabbak, mint az előző két lemezen.
Brian Wilson Mike Love, Gary Usher és Roger Christian szövegírói közreműködésével néhány legnagyszerűbb dalát írta meg az albumra. A 7. helyezett címadó dal volt Wilson első saját szerzeménye, amit 19 évesen írt, a "When You Wish Upon A Star" című standardre alapozva a kompozíciót. Egy érzelmes ballada kislemezen történő kiadása kockázatos lépés volt, de a dal szembeszökő színvonala felülkerekedett a kommerciális megfontolásokon. A "Surfer Girl" kislemez B-oldalán szereplő "Little Deuce Coupe" a Beach Boys legsikeresebb B-oldalas száma lett, a 15. helyig jutott, és az autós szubkultúra egyik himnuszává vált. A kislemez folytatta az együttesnek azt a szokását, hogy az A-oldalon szörftémájú, a B-oldalon pedig autós témájú dalt adtak ki. A Catch a Wave-ben Mike Love nővére, Maureen játszik hárfán, a Surfer Moonban pedig a csapat történetében először hallhatunk vonós hangszereket. Az "In My Room" Brian Wilson első igazán személyes hangvételű dala, mely azt a vágyát fejezi ki, hogy elbújhasson egy biztonságos helyre a külvilág megpróbáltatásai elől. Egyben ez a dal (és a "Your Summer Dream") az első a zenekar történetében, amelyben a szólóénekest nem kíséri háttérvokál. A gyengébb töltelékszámok ellenére ("South Bay Surfer", "Boogie Woodie") a nagylemez nyilvánvaló művészi előrelépést jelentett a Beach Boys számára – az elsőt a sok közül.
A lemezborító ugyanarról a fotósession-ről származik, amelyen a Surfin' Safari album borítófotója is készült.
A "South Bay Surfer" társszerzőjeként a borítón szerepel Alan Jardine neve is, aki 1963 nyarán csatlakozott újra a Beach Boyshoz, hogy helyettesítse a fellépéseken Briant (aki már ekkor sem lépett szívesen színpadra). Néhány hónapig tehát Jardine és David Marks is a zenekar tagja volt.
A Surfin' U.S.A. album elsöprő sikerének köszönhetően a Surfer Girl is bearanyozódott, és a nagylemezlista 7. helyéig jutott. Az Egyesült Királyságban csak 1967-ben került fel a listára, a 13. helyre.

## Az album dalai
1. Surfer Girl (Brian Wilson) – 2:26
  - Szólóvokál: Brian Wilson
2. Catch a Wave (Brian Wilson/Mike Love) – 2:07
  - Szólóvokál: Mike Love és Brian Wilson
3. The Surfer Moon (Brian Wilson) – 2:11
  - Szólóvokál: Brian Wilson
4. South Bay Surfer (Brian Wilson/Carl Wilson/Alan Jardine) – 1:45
  - Szólóvokál: Brian Wilson és Mike Love
5. The Rocking Surfer (Brian Wilson) – 2:00
  - Instrumentális
6. Little Deuce Coupe (Brian Wilson/Roger Christian) – 1:38
  - Szólóvokál: Mike Love
7. In My Room (Brian Wilson/Gary Usher) – 2:11
  - Szólóvokál: Brian Wilson
8. Hawaii (Brian Wilson/Mike Love) – 1:59
  - Szólóvokál: Mike Love és Brian Wilson
9. Surfers Rule (Brian Wilson/Mike Love) – 1:54
  - Szólóvokál: Dennis Wilson
10. Our Car Club (Brian Wilson/Mike Love) – 2:22
  - Szólóvokál: Brian Wilson és Mike Love
11. Your Summer Dream (Brian Wilson/Bob Norberg) – 2:27
  - Szólóvokál: Brian Wilson
12. Boogie Woodie (Brian Wilson) – 1:56
  - Instrumentális

### Kislemezek
- Surfer Girl/Little Deuce Coupe (Capitol 5009), 1963. július 22., US #7 
("Little Deuce Coupe" US #15)
- Az In My Room a Be True To Your School kislemez B-oldalán szerepelt. US #23
  - A Surfer Girl jelenleg egy CD-n kapható a Shut Down Volume 2-val, 1963-64-ben felvett, korábban kiadatlan bónuszdalokkal kiegészítve.
  - A Surfer Girl (Capitol (S) T 1981) a 7. helyig jutott az Egyesült Államokban, 56 hetet töltött a listán.

## Külső hivatkozások
- "Surfer Girl" – Greg Panfile elemzése Archiválva 2007. január 5-i dátummal a Wayback Machine-ben
- "In My Room" – Greg Panfile elemzése Archiválva 2007. január 5-i dátummal a Wayback Machine-ben
- A Surfer Girl dalszövegei Archiválva 2006. november 17-i dátummal a Wayback Machine-ben